# Places et cours du château de Versailles

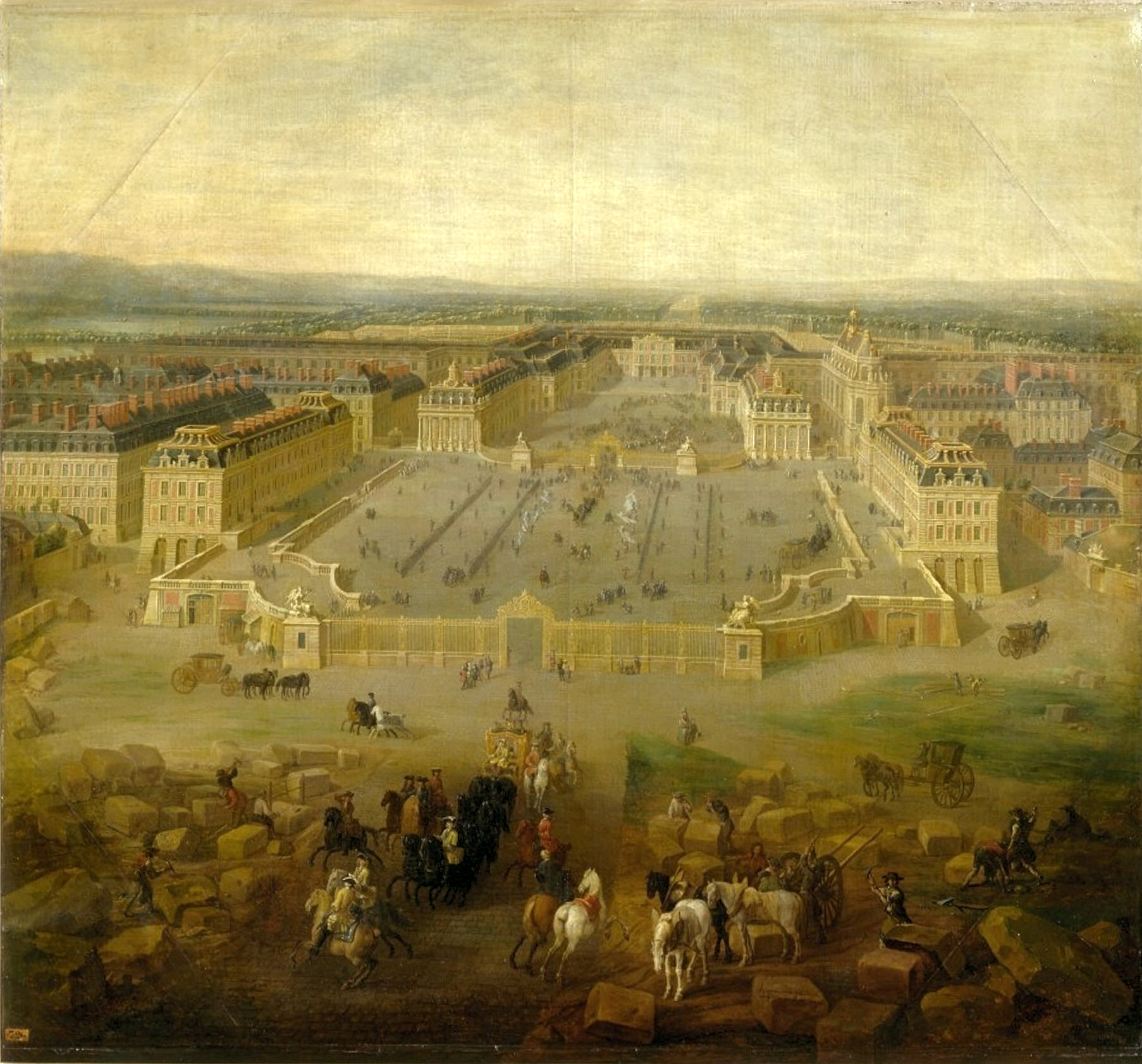
Le château de Versailles en 1722, de Pierre-Denis Martin.
L'alignement de la place d'Armes, au premier plan et après la grille d'honneur, des 3 cours, la cour d'honneur, la cour royale (séparée de la précédente par la grille royale) et la cour de Marbre. À hauteur de la grille royale, on aperçoit à droite l'entrée de la cour de la haute chapelle, entre la chapelle royale et le pavillon Gabriel et à gauche la cour des Princes, entre le pavillon Dufour et l'aile du Midi.

Outre la place d'Armes, le château de Versailles compte 5 cours extérieures, toutes situées côté ville et plusieurs cours intérieures.

## Cours extérieures
Situées devant le château et dans l'alignement de la perspective historique, d'est en ouest :
- Place d'Armes
- Cour d'Honneur
- Cour royale
- Cour de Marbre

Située de part et d'autre de cette alignement, à hauteur de la cour d'Honneur :
- Cour des Princes au sud
- Cour haute de la Chapelle au nord

## Cours intérieures
- Partie nord du corps central :
  - cour du Roi, divisée en 1740 en :
    - cour des Cerfs ;
    - petite cour du Roi ;
- partie sud du corps central :
  - cour de la Reine, divisée en 1740 en :
    - cour de la Reine (réduite) ;
    - cour du Dauphin ;
- aile du Nord :
  - cour basse de la Chapelle ;
  - cour de l'Opéra ;
- aile du Midi :
  - cour de la Bouche du roi ;
  - cour de la Bouche de la reine (puis cour du Grand Escalier, détruite en 1875) ;
  - cour de l'Apothicairerie.